# Leucorrhinia caudalis
Leucorrhinia caudalis е вид водно конче от семейство Libellulidae. Видът не е застрашен от изчезване.

## Разпространение
Разпространен е в Австрия, Беларус, Белгия, Германия, Естония, Латвия, Литва, Люксембург, Нидерландия, Норвегия, Полша, Русия, Словакия, Словения, Сърбия, Украйна, Унгария, Финландия, Франция, Хърватия, Черна гора, Чехия и Швеция.
Регионално е изчезнал в Дания.

## Описание
Популацията на вида е стабилна.